# Tân Quới, Vĩnh Long
Tân Quới là xã thuộc tỉnh Vĩnh Long, Việt Nam.
Trước ngày 16 tháng 6 năm 2025, Tân Quới là thị trấn huyện lỵ của huyện Bình Tân, tỉnh Vĩnh Long. 

## Địa lý
Xã Tân Quới có vị trí địa lý:
- Phía đông giáp phường Bình Minh.
- Phía tây và phía nam giáp thành phố Cần Thơ, ranh giới là sông Hậu.
- Phía bắc giáp xã Tân Lược và Mỹ Thuận.

Xã Tân Quới có diện tích 45,66 km², dân số năm 2025 là 50.858 người, mật độ dân số đạt 1.113 người/km².

## Lịch sử
Tân Quới vốn là một thôn được thành lập từ thế kỷ XIX, được ghi trong địa bạ triều vua Minh Mạng từ năm 1836. Khi đó, Tân Quới thuộc tổng An Trường, huyện Vĩnh An, phủ Tân Thành, tỉnh An Giang. Năm 1836, thôn Tân Quới được đổi tên là làng Tân Quới và từ năm 1945 là xã Tân Quới.
Sau năm 1975, xã Tân Quới thuộc huyện Bình Minh, tỉnh Vĩnh Long.
Ngày 9 tháng 8 năm 1994, Chính phủ ban hành Nghị định số 85-CP. Theo đó, thành lập xã Tân Bình và xã Tân Thành trên cơ sở một phần diện tích và dân số của xã Tân Quới.
Ngày 31 tháng 7 năm 2007, huyện Bình Tân được thành lập trên cơ sở điều chỉnh một phần diện tích và dân số của huyện Bình Minh, xã Tân Quới trở thành huyện lỵ huyện Bình Tân.
Ngày 30 tháng 1 năm 2012, xã Tân Quới được công nhận là đô thị loại V.
Đến năm 2019, xã Tân Quới có diện tích 8,75 km², dân số là 10.499 người, mật độ dân số đạt 1.200 người/km².
Ngày 10 tháng 1 năm 2020, Ủy ban Thường vụ Quốc hội ban hành Nghị quyết số 860/NQ-UBTVQH14 về việc sắp xếp các đơn vị hành chính cấp xã thuộc tỉnh Vĩnh Long (nghị quyết có hiệu lực từ ngày 1 tháng 2 năm 2020). Theo đó:
- Điều chỉnh 2,56 km² diện tích tự nhiên và 3.485 người thuộc các ấp: Thành Quới, Thành Khương của xã Thành Đông vừa giải thể; 3,41 km² diện tích tự nhiên và 6.169 người thuộc các ấp: Thành Công, Thành Nhân, Thành Tâm của xã Thành Lợi vào xã Tân Quới
- Thành lập thị trấn Tân Quới trên cơ sở toàn bộ 14,72 km² diện tích tự nhiên và 20.153 người của xã Tân Quới sau khi điều chỉnh địa giới hành chính.

Ngày 16 tháng 6 năm 2025, Ủy ban Thường vụ Quốc hội ban hành Nghị quyết số 1687/NQ-UBTVQH15 về việc sắp xếp các đơn vị hành chính cấp xã của tỉnh Vĩnh Long năm 2025. Theo đó, sắp xếp toàn bộ diện tích tự nhiên, quy mô dân số của thị trấn Tân Quới và các xã Tân Bình, Thành Lợi thành xã mới có tên gọi là xã Tân Quới.
Sau khi sáp nhập, xã Tân Quới có 45,66 km² diện tích tự nhiên và dân số 50.858 người.

## Hành chính
Thị trấn Tân Quới được chia thành 12 tổ dân phố: Tân Hữu, Tân Thuận, Tân Hòa, Tân Lợi, Tân Vinh, Tân Hạnh, Tân Đông, Thành Khương, Thành Quới, Thành Nhân, Thành Công, Thành Tâm.

## Di tích

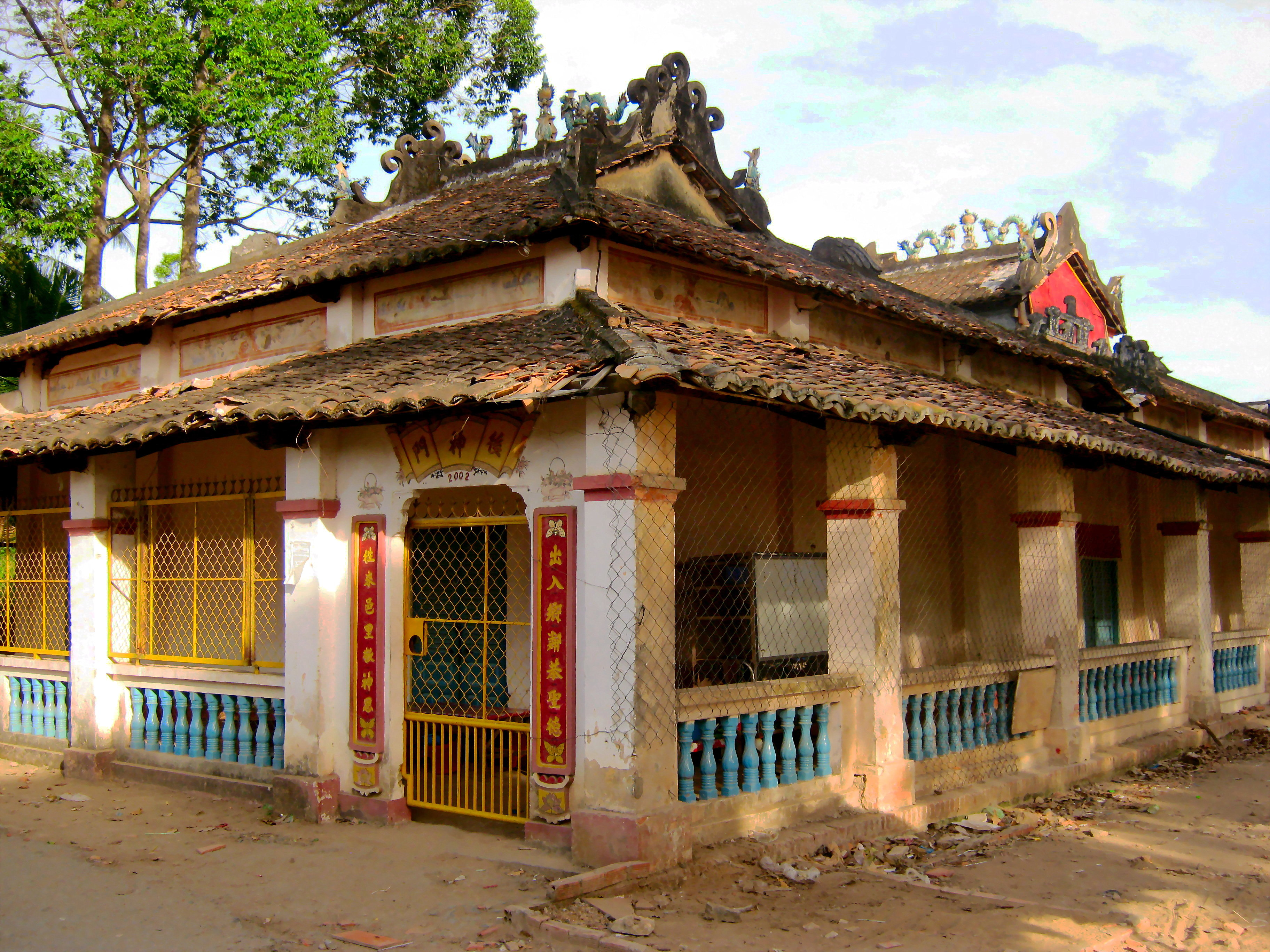
Đình Thành Lợi

Đình Thành Lợi là di tích lịch sử - văn hóa cấp tỉnh, tọa lạc tại tổ dân phố Thành Tâm, thị trấn Tân Quới (trước đây thuộc xã Thành Lợi). Đình được xây dựng vào khoảng cuối thế kỷ 18 - đầu thế kỷ 19, thờ Thành hoàng Bổn cảnh, được vua Tự Đức cấp sắc phong là Quảng Hậu Chánh Trực Hựu Thiện Đôn Ngưng Chi Thần vào năm 1852. Trải qua thời gian dài, ngôi đình được trùng tu nhiều lần, nhưng đến đầu năm 2014 thì xuống cấp, cần phải tu bổ.
Trong những ngày đầu tiền khởi nghĩa chống Pháp, đình Thành Lợi là nơi đặt trụ sở ủy ban kháng chiến hành chánh liên thôn. Sau đó, ngôi đình trở thành một cơ sở bí mật của lực lượng kháng chiến, và sau này là của lực lượng Mặt trận Dân tộc Giải phóng Miền Nam Việt Nam.

## Kinh tế - Xã hội
Năm 2018, tổng thu ngân sách nhà nước trên địa bàn xã là 8,89 tỷ đồng, thu nhập bình quân đầu người đạt 42,8 triệu đồng/người/năm. Tốc độ tăng trưởng kinh tế bình quân 3 năm (2016- 2018) trên 8,7%. Tỷ lệ hộ nghèo giảm còn 3,35%.

## Hình ảnh

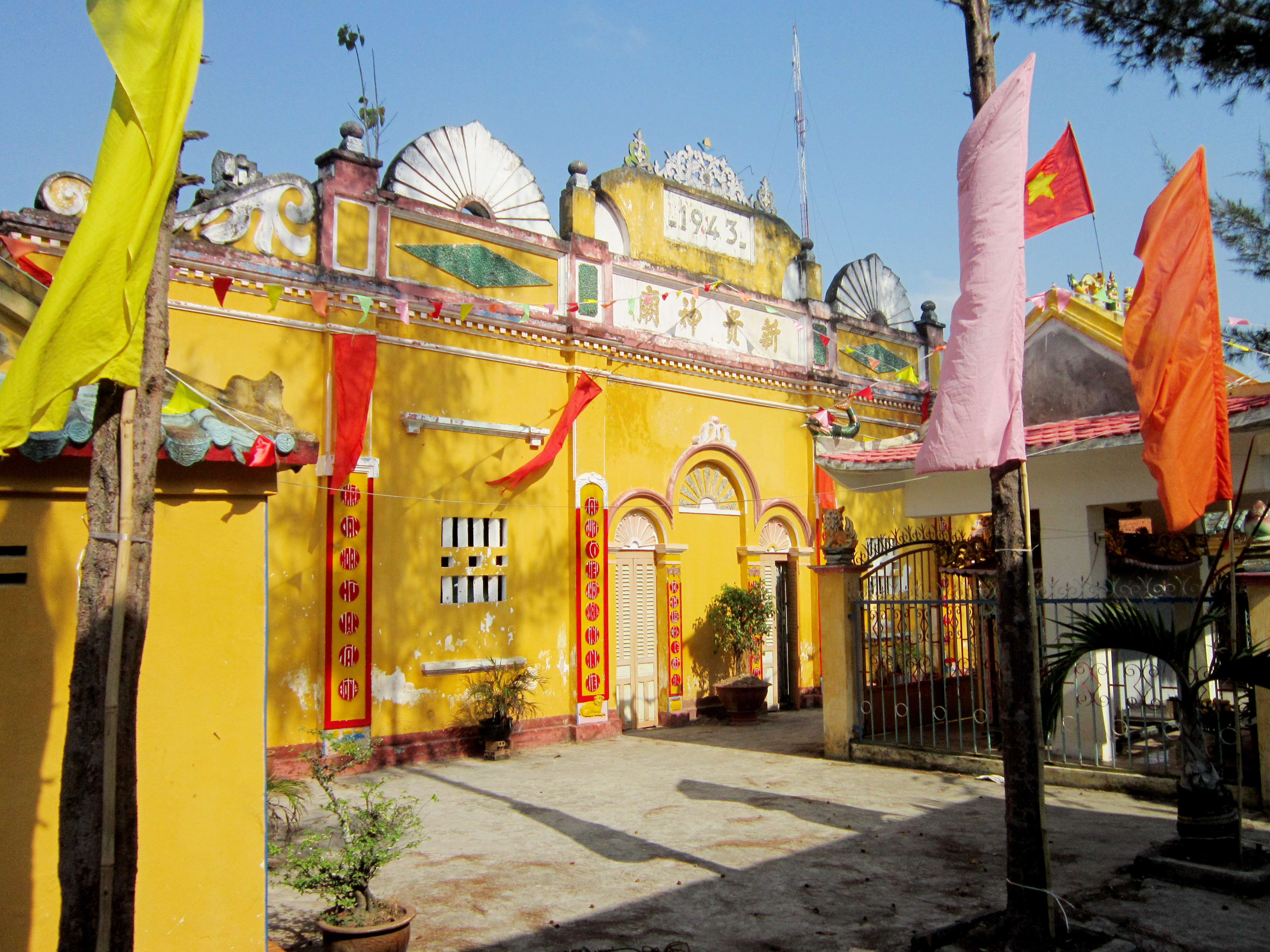
Đình Tân Quới
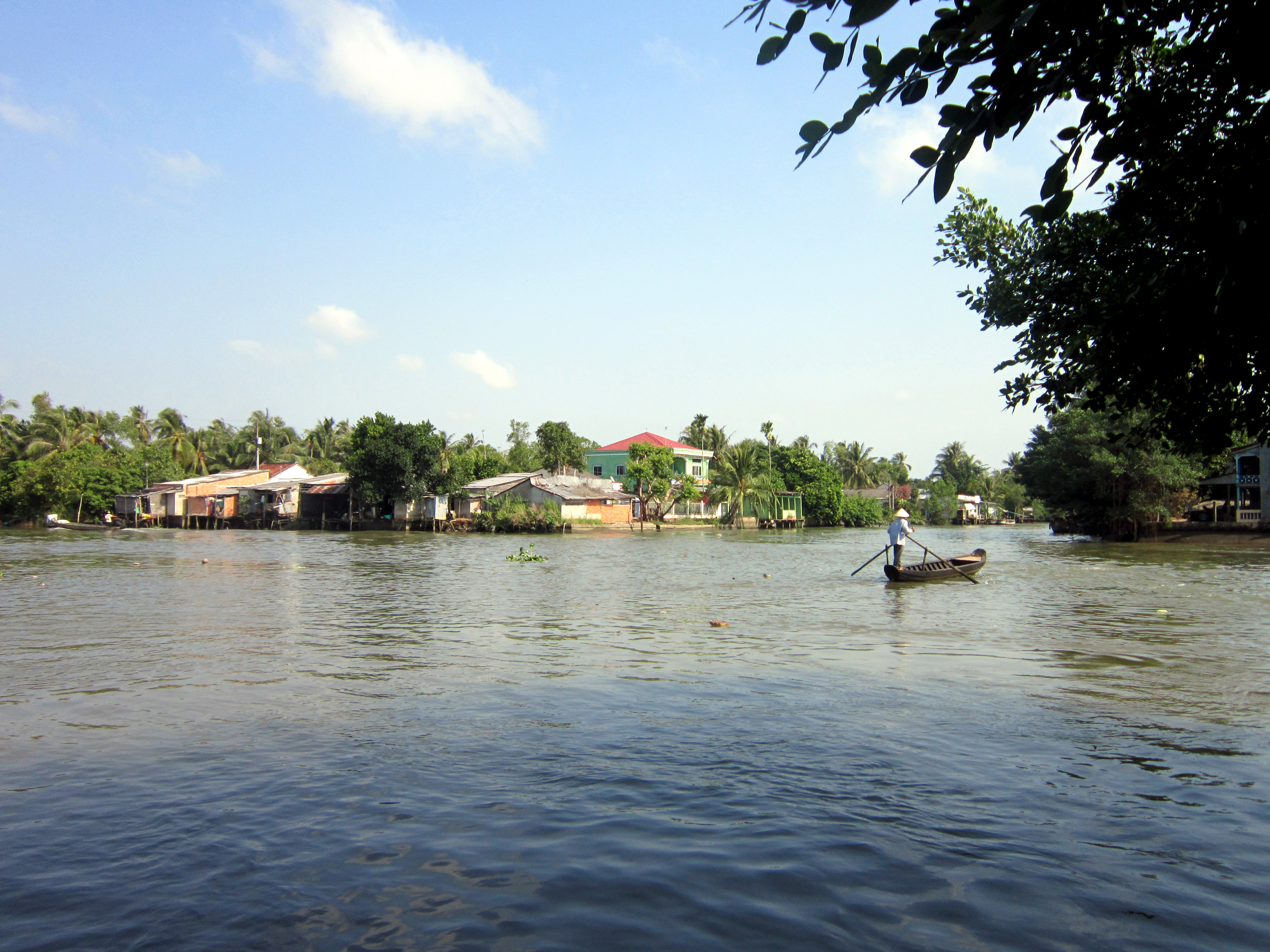
Rạch Tân Quới, đoạn ở khu vực chợ Tân Quới
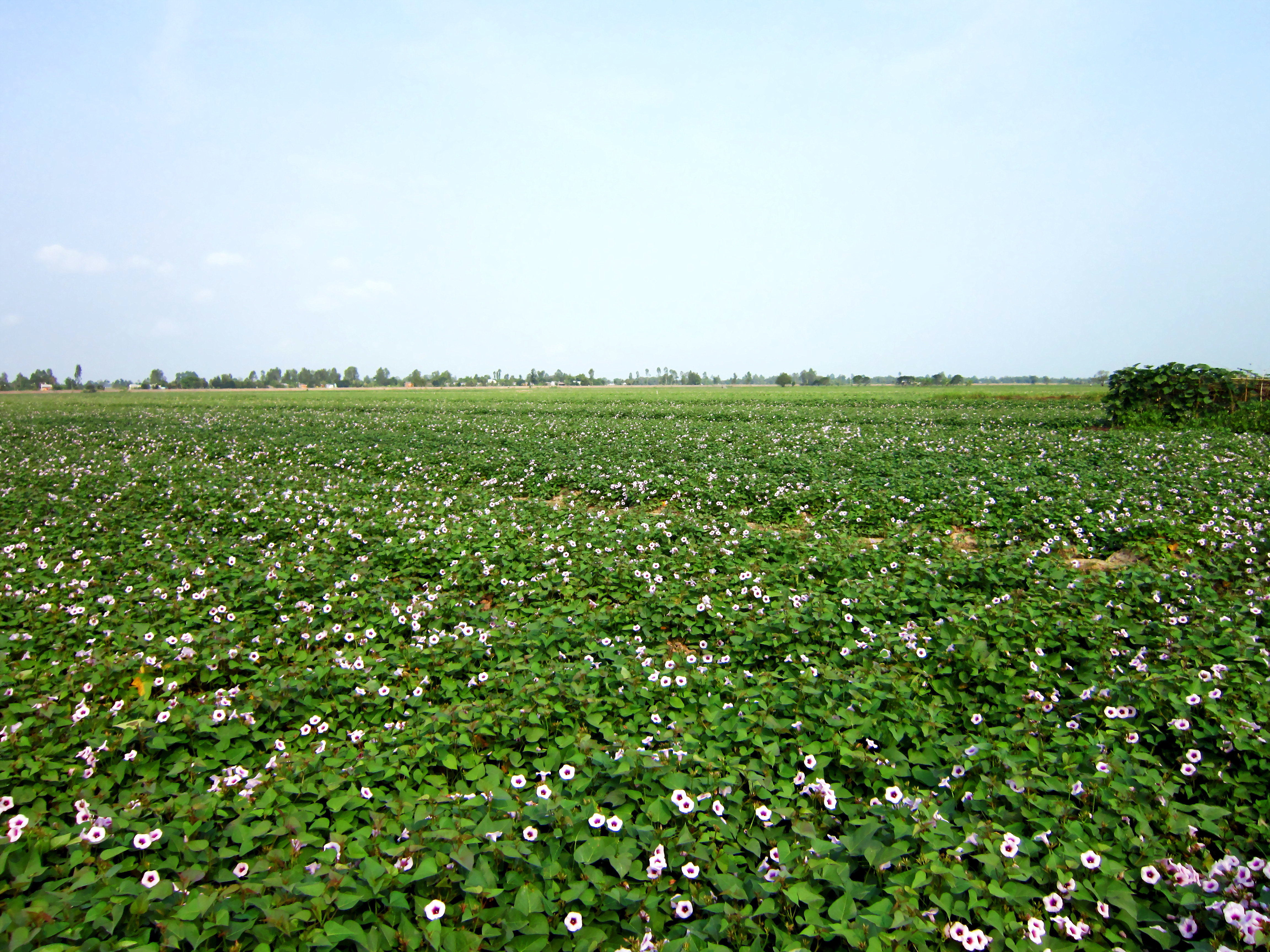
Khoai lang tím Nhật Bản được trồng nhiều ở Tân Quới
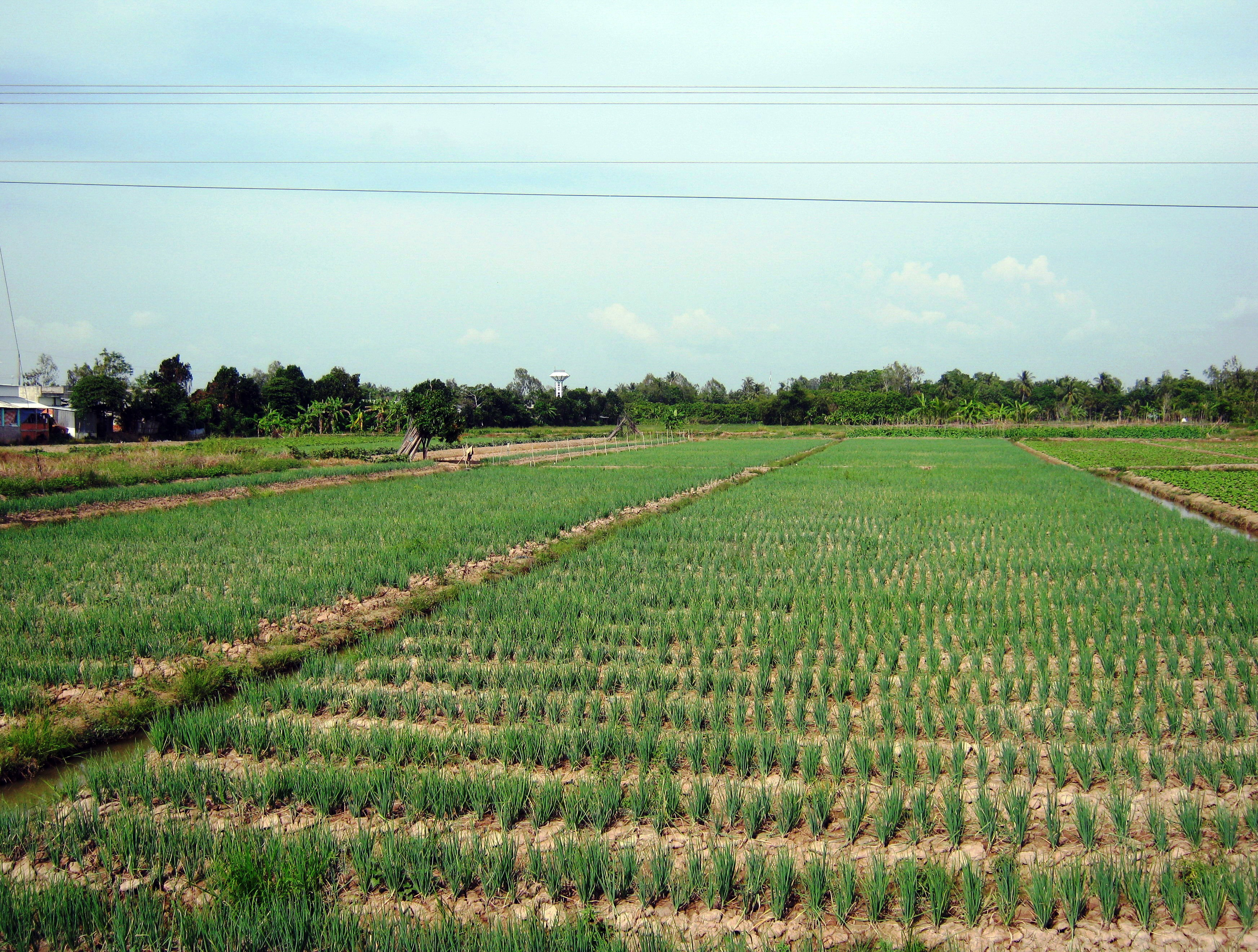
Hành tím được trồng nhiều ở Tân Quới